# 住吉文子
住吉 文子（すみよし ゆきこ、1982年10月2日 - ）は、日本の漫画家。千葉県流山市出身。女性。
2002年、第5回エニックス21世紀マンガ大賞にて『天のおとしもの』で準大賞。スクウェア・エニックス刊の『月刊Gファンタジー』などに執筆。

## 作品リスト
連載作品
- 天のおとしもの（月刊Gファンタジー、全5巻）
- たまごのきみ。（月刊Gファンタジー、全4巻）
- リバース/エンド（増刊B's-LOG、全3巻）
- 智代アフター〜Dear Shining Memories〜（ドラゴンエイジPure、全1巻）
- CLANNAD～tomoyo dearest～（ドラゴンエイジPure、全1巻）
- VitaminZ智ノ章（増刊B's-LOGキュン、全1巻）
- VitaminZ天ノ章（増刊B's-LOGキュン、全1巻）
- うたヒメ!（月刊ドラゴンエイジ、全1巻）
- わがツン 〜わが家の長男ツンデレ社長〜（増刊B's-LOGキュン、全4巻）
- はたらく!百鬼夜行（ビーズログCHEEK、全2巻）
- 魔法薬師が二番弟子を愛でる理由〜専属お食事係に任命されました〜（B's-LOG COMIC、全2巻）
- ひまりちゃんの仁義なき幼稚園生活（主任がゆく!スペシャル、全1巻）
- 地味で目立たない私は、今日で終わりにします。（B's-LOG COMIC、連載中、既刊7巻）
- 転生令嬢は庶民の味に飢えている（アルファポリス、全4巻）

その他
- アニメ 荒川アンダー ザ ブリッジ 第9話エンドカードイラスト
- 週刊マンガ日本史第9号『平清盛』（朝日新聞出版）
- チェリーガールズトーク（週刊ヤングジャンプ増刊 アオハル8/8　2013年9月20日号、読み切り）

ほか、ゲームアンソロジー等に多数執筆。

## アシスタント
- 勇人